# ISO 3166-2:MG
ISO 3166-2:MG是马达加斯加的ISO 3166-2代码，是国际标准化组织出版的ISO 3166标准的一部分，该标准为ISO 3166-1中所有国家的行政區（例如省或州）分配代码。目前，马达加斯加为該國6个省分配了ISO 3166-2编码。每个代码由两部分组成，用一个连字符隔开。第一部分是MG，第二部分是一个字母。

## 代码
| MG-T | 塔那那利佛省   |
| MG-D | 安齐拉纳纳省   |
| MG-F | 菲亚纳兰楚阿省 |
| MG-M | 马哈赞加省     |
| MG-A | 图阿马西拉省   |
| MG-U | 图利亚拉省     |